# Gara Câmpulung
Gara Câmpulung este o stație de cale ferată care deservește municipiul Câmpulung, România.
Anul 1887 a adus și npul tronsonul secundar Pitești – Golești – Câmpulung (C.F. 905) își deschide activitatea.
Primul tren care a sosit în gara CFR Câmpulung a fost în anul 1887! Astfel gara Câmpulung are o vechime de aproximativ 147 de ani!